# Кавітаційне буріння
Кавітаційне буріння — спеціальний різновид буріння свердловин, який для руйнування гірської породи використовує кавітаційні процеси. Кавітаційні бульбашки в потоці промивальної рідини генеруються на вибої свердловини. Для цього використовуються спеціальні кавітаційні камери бурового долота. 
В Україні науковцями Івано-Франківського національного технічного університету нафти і газу розроблено ефективний метод руйнування гірських порід шляхом кавітаційно-пульсаційного впливу на породу. 